# Pirinska Makedonija
Pirinska Makedonija, poznata i kao Istočna Makedonija ili Bugarska Makedonija, naziv je za dio zemljopisnoga područja Makedonije, koja je pripala Bugarskoj za vrijeme Prvoga balkanskoga rata. Pirinska Makedonija odgovara područje današnje oblasti Blagoevgrad, s malim izuzetkom sela Barakovo, koje se nalazi u oblasti Ćustendil.